# 이종왕 (1949년)
이종왕(李鍾旺, 1949년 5월 1일~2022년 1월 22일)은 전직 검사이자 삼성 법무실장을 역임했다. 본관(本貫)은 전의(全義)이며 예조 참판(禮曹叅判) 이함장(李諴長)의 후손이다.
1949년 경상북도 경산군 출생이며 경북고와 서울대 법대를 졸업하고 사법시험 17회에 합격했다. 2004년 7월 삼성그룹의 상임 법률고문 겸 법무실장으로 영입되었으나 삼성 비자금 관련 폭로로 사퇴하였다.

## 주요 사건
대검찰청 수사기획관으로서 1999년말 옷로비 사건 수사중 박주선 당시 청와대 법무비서관의 구속을 주장하다 검찰 수뇌부와의 갈등 끝에 사직하고 김앤장 법률사무소에서 변호사 업무를 시작했다. 
2004년초 그는 김앤장을 퇴직하고 7월에 삼성의 구조본 법무실장에 기용되어 삼성 에버랜드 전환사채 저가 배정 사건을 변호하였다.
노무현 전 대통령의 사법시험 동기 모임인 ‘8인회’ 소속으로 노무현 대통령 탄핵 소추 때 대통령 변호인단에 참여했다.